# Мінамото но Йорійосі
Мінамото но Йорійосі (яп. 源頼義, みなもと の よりよし; 998 — 27 серпня 1075) — японський самурайський військовик середи періоду Хей'ан. Голова роду Мінамото у 1048–1075 роках.

## Життєпис
Син аристократа Мінамото но Йорінобу. Народився у провінції Каваті (м.Хабікіно префектури Осака). Навчався переважно володінню зброєю. У 1028 році поступив до імператорського війська. У 1030–1031 році воював в провінції Канто у загоні батька проти бунтівного феодала Тайра Тадацуне. У 1051 році призначається губернатором провінції Муцу.
Під час Дев'ятирічної воїни (1051–1062) разом із сином Мінамото но Йосіїе вів боротьбу з кланом Абе. Уряд визнав за необхідне змістити Абе Йорітокі з посади намісника і головнокомандуючого за зловживання владою. Замість нього було призначено Мінамото Йорійосі. У 1057 році останній переміг Абе Йорітокі, який загинув. Проте його син Садата продовжив боротьбу. У 1062 році Йосіойсі, отримавши допомогу від дружнього клану Кійовара, розгромив Абе Садата в битві при Куріягава. У 1063 році за наказом Йосійокі споруджено синтоїстський храм Цуругаока Хачіманґу. На дяку за підтримку поступився посадою губернатора провінції Міцу роду Кійовара. У 1065 році став ченцем.